# Dreiflüssestadion
Dreiflüssestadion – wielofunkcyjny stadion w Pasawie, w Niemczech. Został otwarty w 1969 roku. Może pomieścić 6000 widzów. Swoje spotkania rozgrywają na nim piłkarze klubu 1. FC Passau.
Obiekt został otwarty w 1969 roku. Pierwotnie pojemność stadionu wynosiła 20 000 widzów, jednak po zlikwidowaniu trybuny stojącej za północnym łukiem w 2015 roku spadła do 12 000 widzów, a rok później po likwidacji naprzeciwległej trybuny, za południowym łukiem ustaliła się na poziomie 6000 widzów. W 1972 roku obiekt był jedną z aren turnieju piłkarskiego na XX Igrzyskach Olimpijskich. Rozegrano na nim łącznie sześć spotkań w ramach tego turnieju: cztery mecze pierwszej fazy grupowej i dwa mecze drugiej fazy grupowej.